# 曹氏大刀
曹氏大刀，天津拳術，又稱回族重刀武術，為中國武術流派之一，是天津市非物质文化遗产

## 源流
據傳是明成祖帳下一名曹姓回族將領於天津居住時所傳下的刀法跟十手拳，所用的重刀由60斤重日益增加到160斤，民國初年時曹金藻還在學習少林寺武功後，將十手拳結合長拳、西洋拳等武術另創七十二式连环套拳，曹金藻之子曹克明又改進曹门刀式並組件回族大刀花样举重队回族重刀武术 （页面存档备份，存于）</ref>。

## 介紹
曹门刀式吸收了武舉考试中的弓、刀、石、马步箭等科目，将礅子、石锁、抱石等融入大刀招式中，招式講究剛柔並濟，力量與技巧兼備。徒手套路七十二式连环套拳也混有南拳北腿跟摔跤擒拿。